# Le Mérévillois
Le Mérévillois is een fusiegemeente (commune nouvelle) in het Franse departement Essonne (regio Île-de-France). De plaats maakt deel uit van het arrondissement Étampes. Le Mérévillois is op 1 januari 2019 ontstaan door de fusie van de gemeenten Estouches en Méréville. 

## Geografie
De oppervlakte van Le Mérévillois bedraagt 32,97 km², de bevolkingsdichtheid is 3312 inwoners per km² (in 2018).
De onderstaande kaart toont de ligging van Le Mérévillois met de belangrijkste infrastructuur en aangrenzende gemeenten.

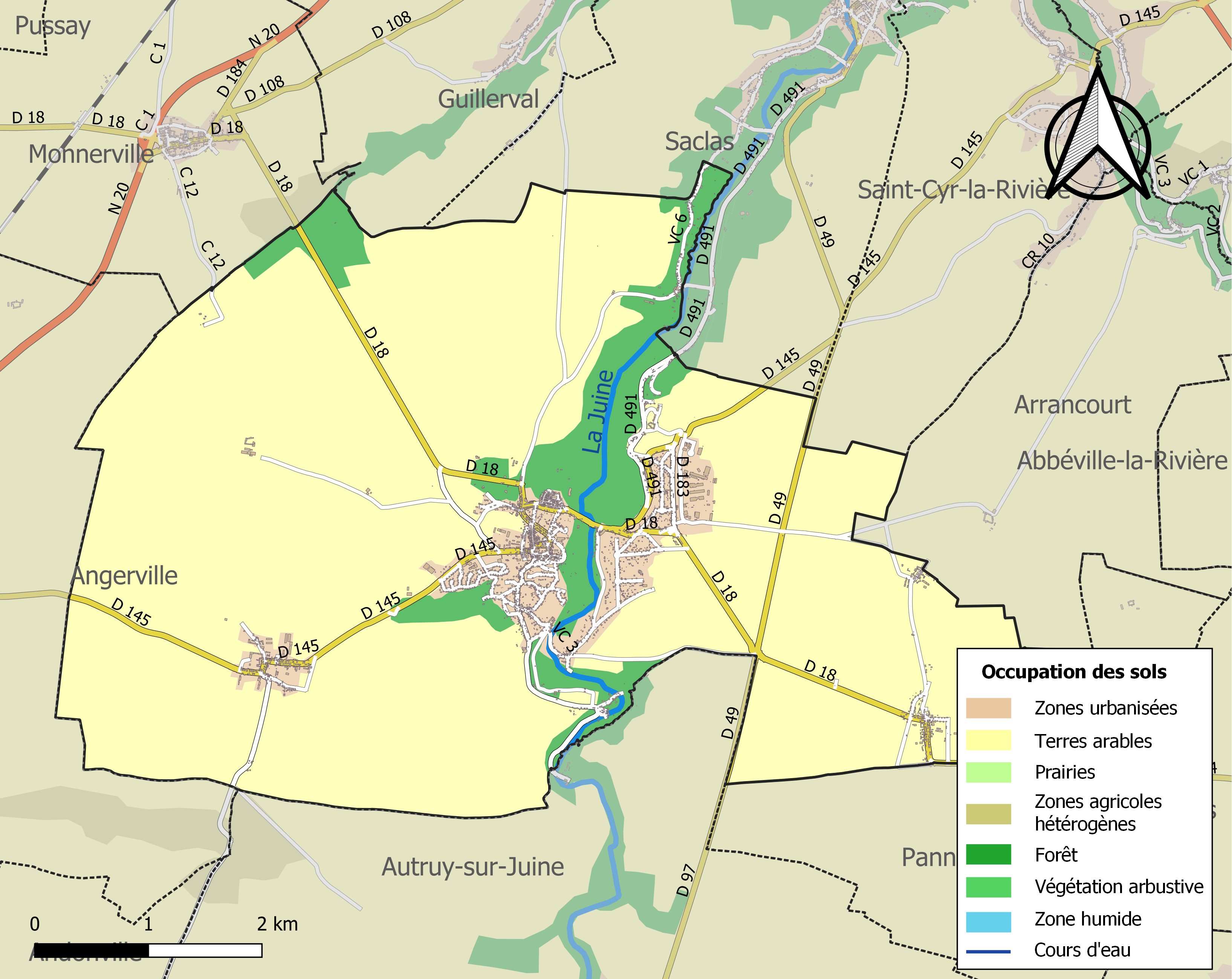

## Demografie
Onderstaande figuur toont het verloop van het inwonertal (bron: INSEE-tellingen).